# 케뤼케이온
케뤼케이온 (☤)(그리스어: κηρύκειον) 또는 카두케오스(Caduceus)는 두 마리의 뱀이 꽈리 모양으로 지팡이를 감고 있는 모양으로 전령사 · 전달자 · 심부름꾼의 상징이다. 보통 상단은 날개 모양으로 장식되기도 한다. 원래 이 상징은 그리스 신화에서 여신 헤라의 전령사인 여신 이리스의 지팡이에서 유래했으며, 나중에는 제우스의 전령인 남신 헤르메스에게도 이 지팡이가 사용되기도 했다.
케뤼케이온은 종종 의학의 상징인 아스클레피오스의 지팡이와 혼동하기 쉽다. 그리스 신화의 의학과 치료의 신 아스클레피오스의 상징인 지팡이는 날개가 없고, 한 마리의 뱀이 또아리를 틀고 있다. 그러나 미국 육군의 의무병과의 표장(대한민국 육군의 의무병과의 상징도 비슷함)은 두 마리의 뱀이 있는 케뤼케이온을 차용하고 있다.

## 같이 보기
- 아스클레피오스의 지팡이